# ستيف بوتس
ستيف بوتس (بالإنجليزية: Steve Potts)‏ هو عازف جاز أمريكي، ولد في 21 يناير 1943 في كولومبوس في الولايات المتحدة.

## وصلات خارجية
- ستيف بوتس على موقع IMDb (الإنجليزية)
- ستيف بوتس على موقع ميوزك برينز (الإنجليزية)
- ستيف بوتس على موقع ديسكوغز (الإنجليزية)
- ستيف بوتس على موقع قاعدة بيانات الفيلم (الإنجليزية)